# ワルシャワ国立競技場
ワルシャワ国立競技場（波: Stadion Narodowy）は、ポーランドの首都・ワルシャワに所在する開閉式サッカー専用スタジアムである。
2015年にスタジアムの命名権を取得した国内の電力会社であるPGEポルスカ・グルーパ・エネルゲティチュナにより、PGE国立競技場（PGE Narodowy）と呼ばれている。サッカーポーランド代表のホームスタジアムとして使用されている。

## 概要
収容人数58,580人となるポーランド最大のスタジアムとして2008年に着工し、2011年11月に竣工した。老朽化によって閉場された旧国立スタジアムのスタディオン・ジェシェンチョレチャの解体跡地に建設され、ドイツのヴァルトシュタディオンとカナダのバンクーバーにあるBCプレイスから着想を得た塩化ビニール製の開閉式屋根を用いている。
2012年2月19日、ポーラン代表とポルトガル代表の国際親善試合で落成し、直後のUEFA EURO 2012ではグループステージ2試合とベスト8、ベスト4それぞれ1試合の合計4試合がこのスタジアムで行われた。また、2014-15シーズンのUEFAヨーロッパリーグでは決勝の舞台に選ばれ、スペインのセビージャFCが優勝を果たした。

## 開催された主なイベント

### サッカー
- UEFA EURO 2012

| 日付          | ホームチーム | 結果 | アウェーチーム | 大会      |
| ------------- | ------------ | ---- | -------------- | --------- |
| 2012年6月8日  | ポーランド   | 1-1  | ギリシャ       | グループA |
| 2012年6月12日 | ポーランド   | 1-1  | ロシア         | グループA |
| 2012年6月16日 | ギリシャ     | 1-0  | ロシア         | グループA |
| 2012年6月21日 | チェコ       | 0-1  | ポルトガル     | ベスト8   |
| 2012年6月28日 | ドイツ       | 1-2  | イタリア       | ベスト4   |

- ポーランド代表の国際Aマッチにおけるホームゲーム

### バレーボール
- 2014年バレーボール男子世界選手権

| 日付          | ホームチーム | 結果  | アウェーチーム | 大会         |
| ------------- | ------------ | ----- | -------------- | ------------ |
| 2014年8月30日 | ポーランド   | 75-55 | セルビア       | 1回戦プールA |

## ギャラリー

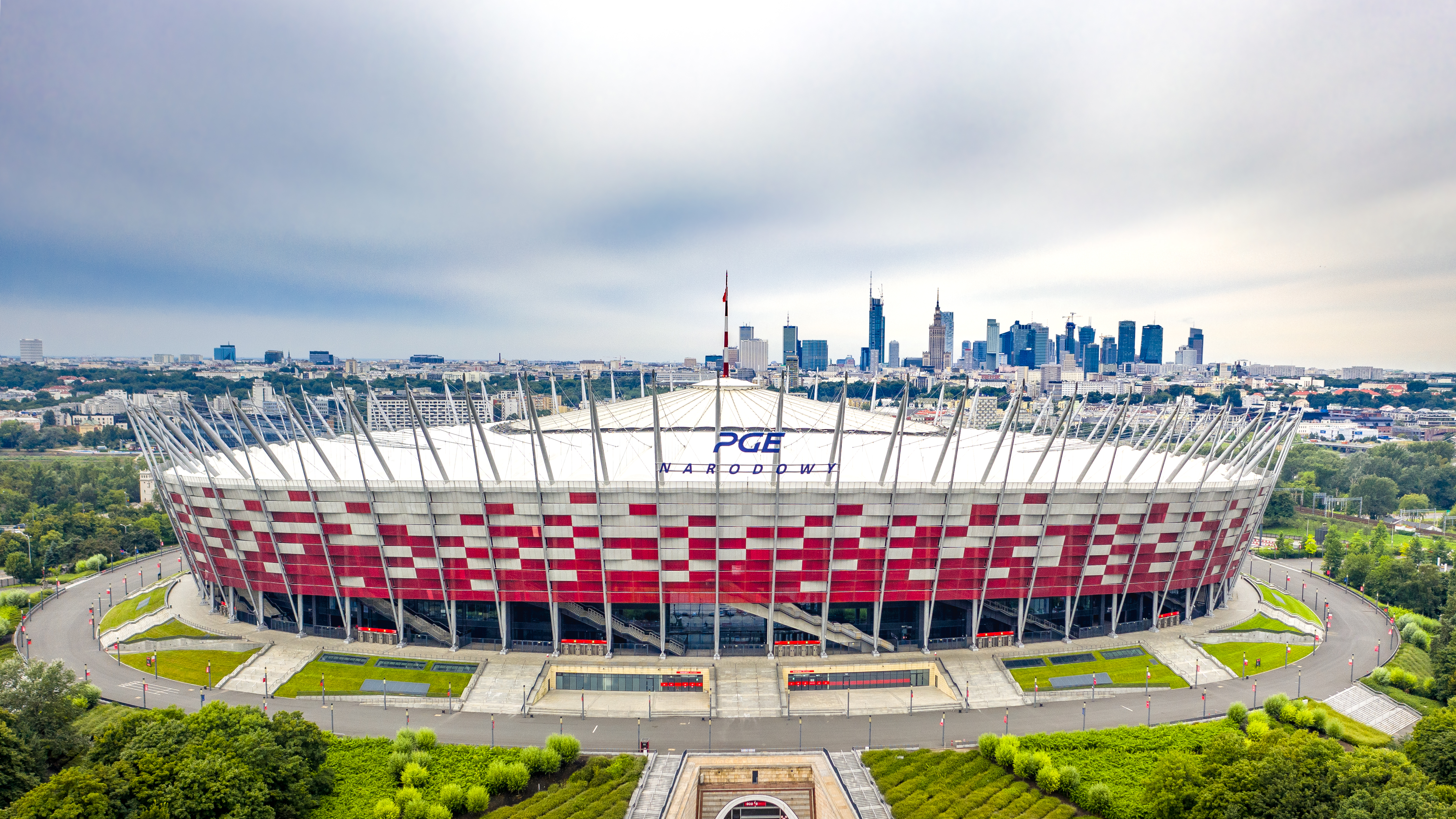
外観
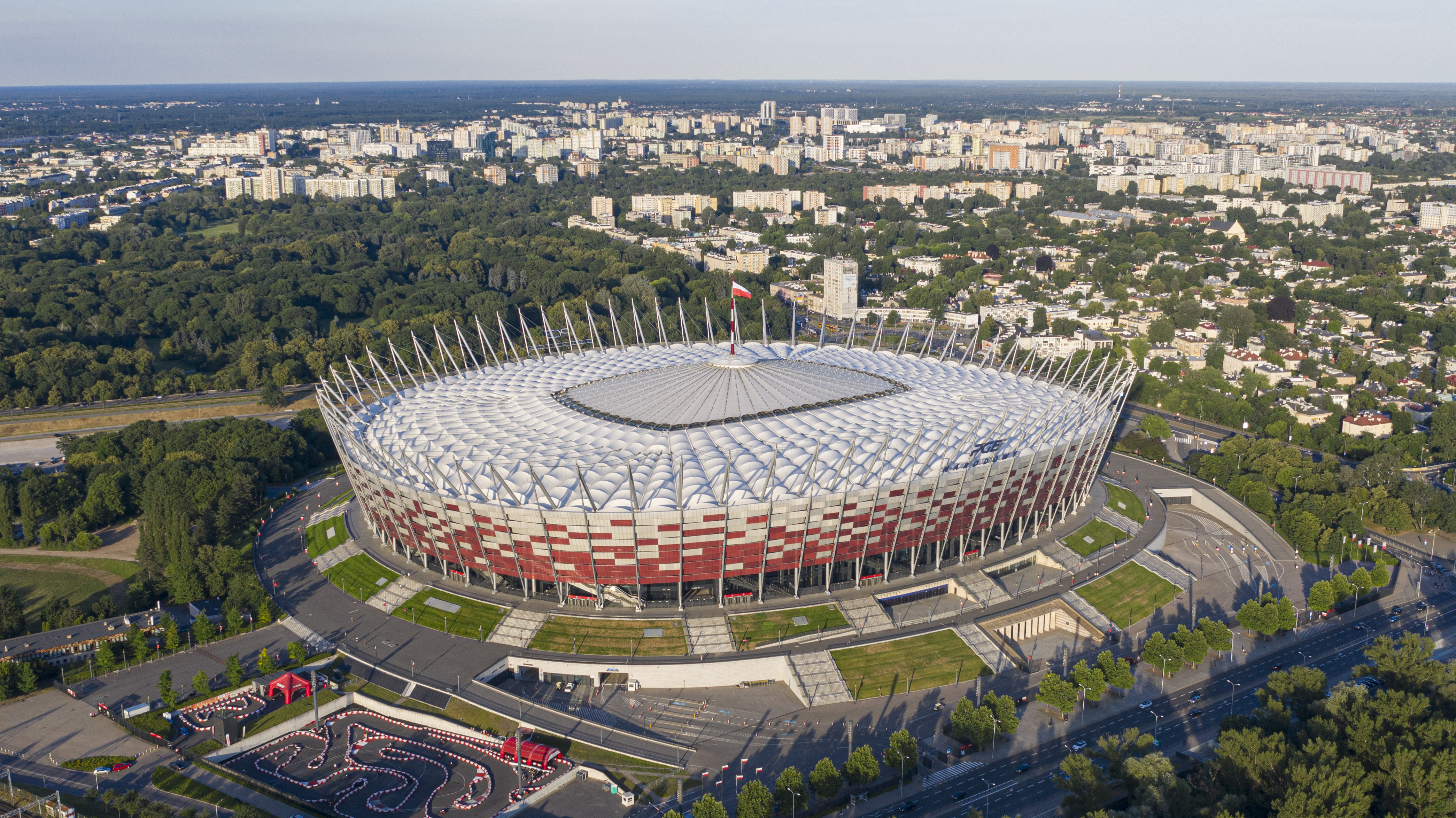
空撮
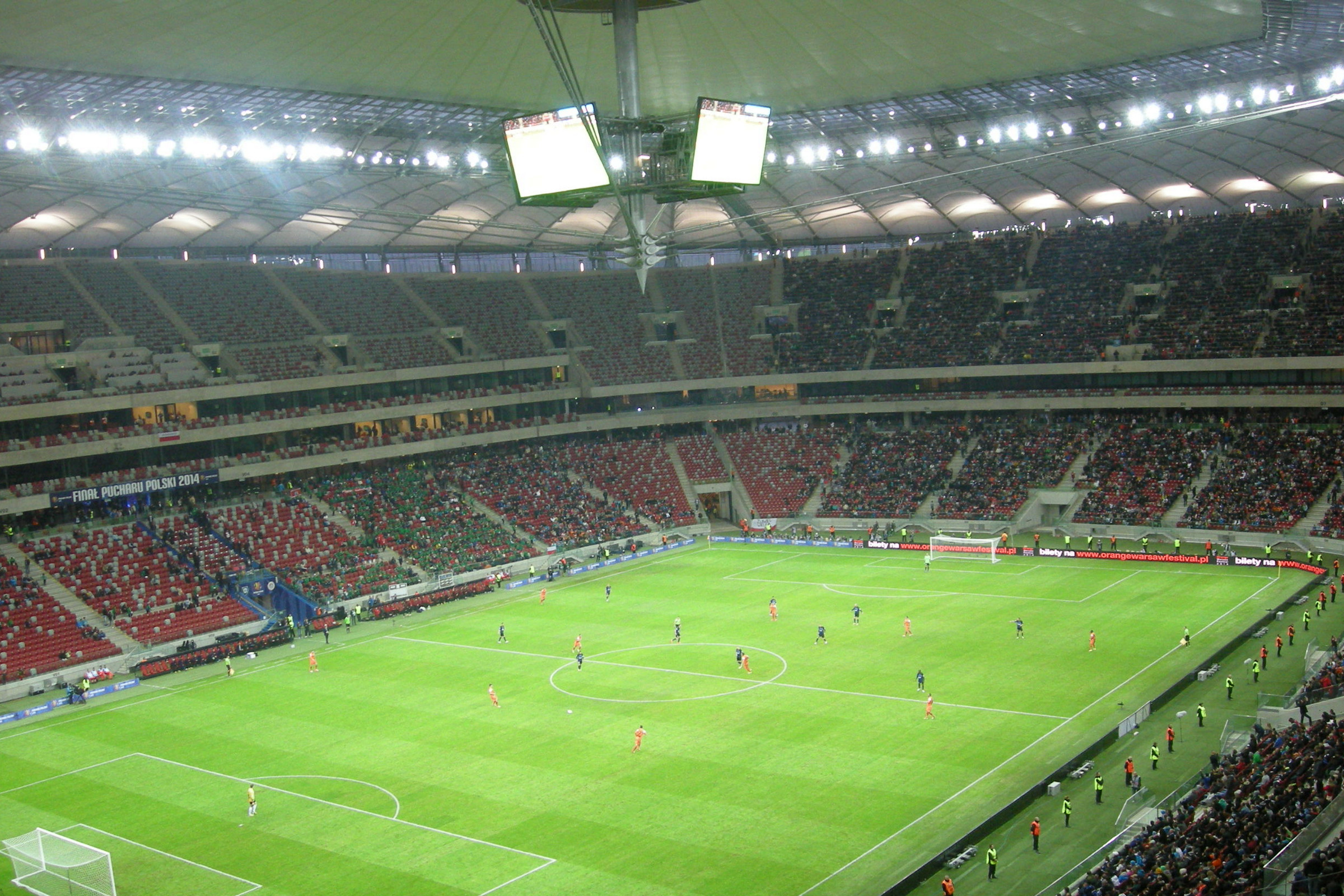
ピッチ
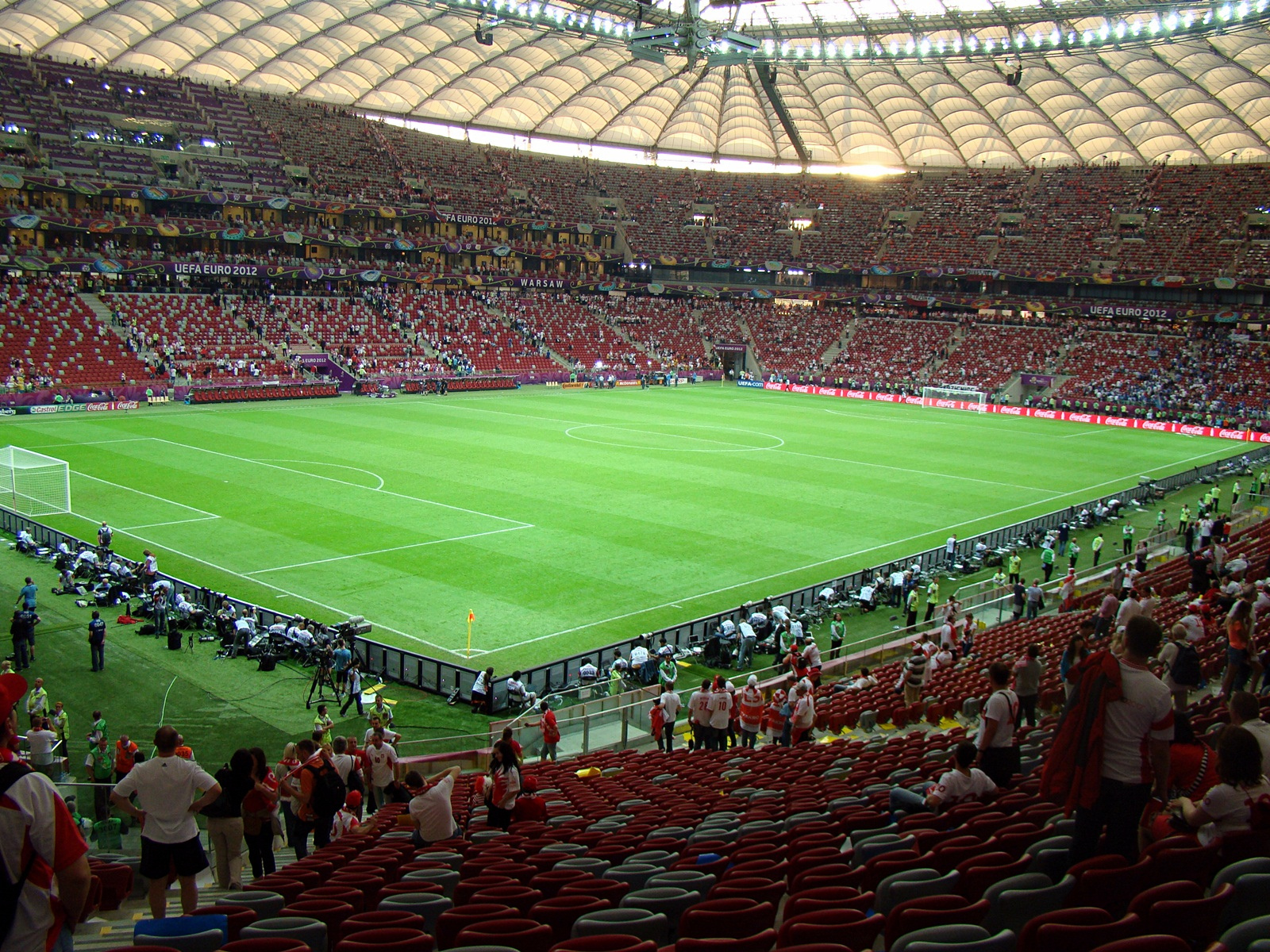
ピッチ2
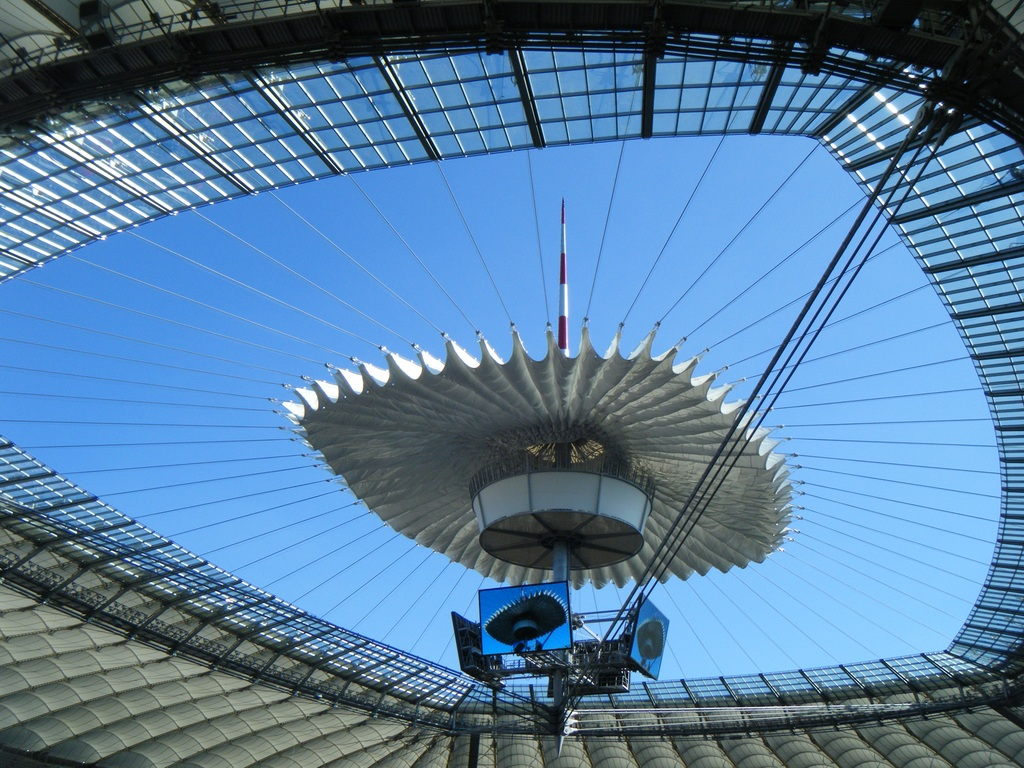
開閉前
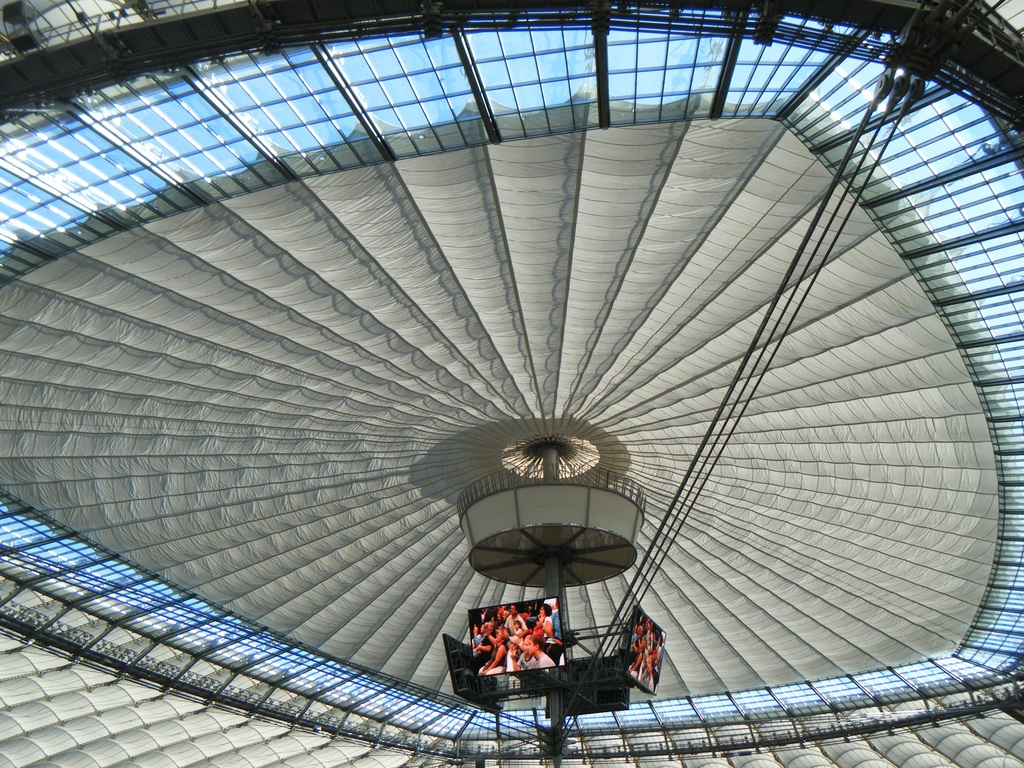
開閉後